# Okręg wyborczy nr 11 do Sejmu Polskiej Rzeczypospolitej Ludowej (1989–1991)
Okręg wyborczy nr 11 do Sejmu Polskiej Rzeczypospolitej Ludowej (1989–1991) obejmował Bielsko-Białą oraz gminy Brenna, Chybie, Cieszyn, Dębowiec, Goleszów, Haźlach, Istebna, Jasienica, Kęty, Kozy, Porąbka, Skoczów, Strumień, Szczyrk, Wilamowice, Wilkowice i Wisła (województwo bielskie). W ówczesnym kształcie został utworzony w 1989. Wybieranych było w nim 5 posłów w systemie większościowym.
Siedzibą okręgowej komisji wyborczej było Bielsko-Biała.

## Wybory parlamentarne 1989

### Mandat nr 39 –Polska Zjednoczona Partia Robotnicza
| Kandydat | I tura | I tura | II tura | II tura |
| Kandydat | Głosów | %      | Głosów  | %       |
| --- | ------ | ------ | ------- | ------- |
| Jan Wnuk | 24 962 | 13,29  | 36 602  | 45,78   |
| Władysław Mirota                                                                                               | 23 902 | 12,72  | 28 116  | 35,17   |
| Ryszard Radwan                                                                                                 | 18 989 | 10,11  | —       | —       |
| Jan Zolich | 18 684 | 9,95   | —       | —       |
| Liczba głosów ważnych: 187 847 (I tura) • 79 954 (II tura) Źródło: Państwowa Komisja Wyborcza I tura i II tura |        |        |         |         |

### Mandat nr 40 –Polska Zjednoczona Partia Robotnicza
| Kandydat | I tura | I tura | II tura | II tura |
| Kandydat | Głosów | %      | Głosów  | %       |
| --- | ------ | ------ | ------- | ------- |
| Roman Greń | 47 920 | 24,46  | 42 896  | 53,76   |
| Józef Szymaniak                                                                                                | 26 395 | 13,47  | 21 959  | 27,52   |
| Wojciech Kojs                                                                                                  | 21 529 | 10,99  | —       | —       |
| Liczba głosów ważnych: 195 908 (I tura) • 79 786 (II tura) Źródło: Państwowa Komisja Wyborcza I tura i II tura |        |        |         |         |

### Mandat nr 41 –Stronnictwo Demokratyczne
| Kandydat | I tura | I tura | II tura | II tura |
| Kandydat | Głosów | %      | Głosów  | %       |
| --- | ------ | ------ | ------- | ------- |
| Jan Knoppek | 38 239 | 19,41  | 35 427  | 44,41   |
| Stanisław Nowak                                                                                                | 32 151 | 16,32  | 32 370  | 40,58   |
| Eugeniusz Bertoldi                                                                                             | 29 556 | 15,00  | —       | —       |
| Liczba głosów ważnych: 196 992 (I tura) • 79 772 (II tura) Źródło: Państwowa Komisja Wyborcza I tura i II tura |        |        |         |         |

### Mandat nr 42 – bezpartyjny
| Kandydat                                                          | Głosów  | %     |
| ----------------------------------------------------------------- | ------- | ----- |
| Grażyna Staniszewska                                              | 149 541 | 74,65 |
| Jacek Krywult                                                     | 27 852  | 13,90 |
| Antoni Trylski                                                    | 10 605  | 5,29  |
| Liczba głosów ważnych: 200 332 Źródło: Państwowa Komisja Wyborcza |         |       |

### Mandat nr 43 – bezpartyjny
| Kandydat                                                          | Głosów  | %     |
| ----------------------------------------------------------------- | ------- | ----- |
| Janusz Okrzesik                                                   | 147 284 | 70,93 |
| Olgierd Kossowski                                                 | 43 721  | 21,05 |
| Liczba głosów ważnych: 207 653 Źródło: Państwowa Komisja Wyborcza |         |       |